# آقای اسکفینگتون
آقای اسکفینگتون (به انگلیسی: Mr. Skeffington) فیلمی ۱۴۵ دقیقه‌ای به کارگردانی وینسنت شرمن با بازی بت دیویس است.